# ダウンタウン・ヒューストン

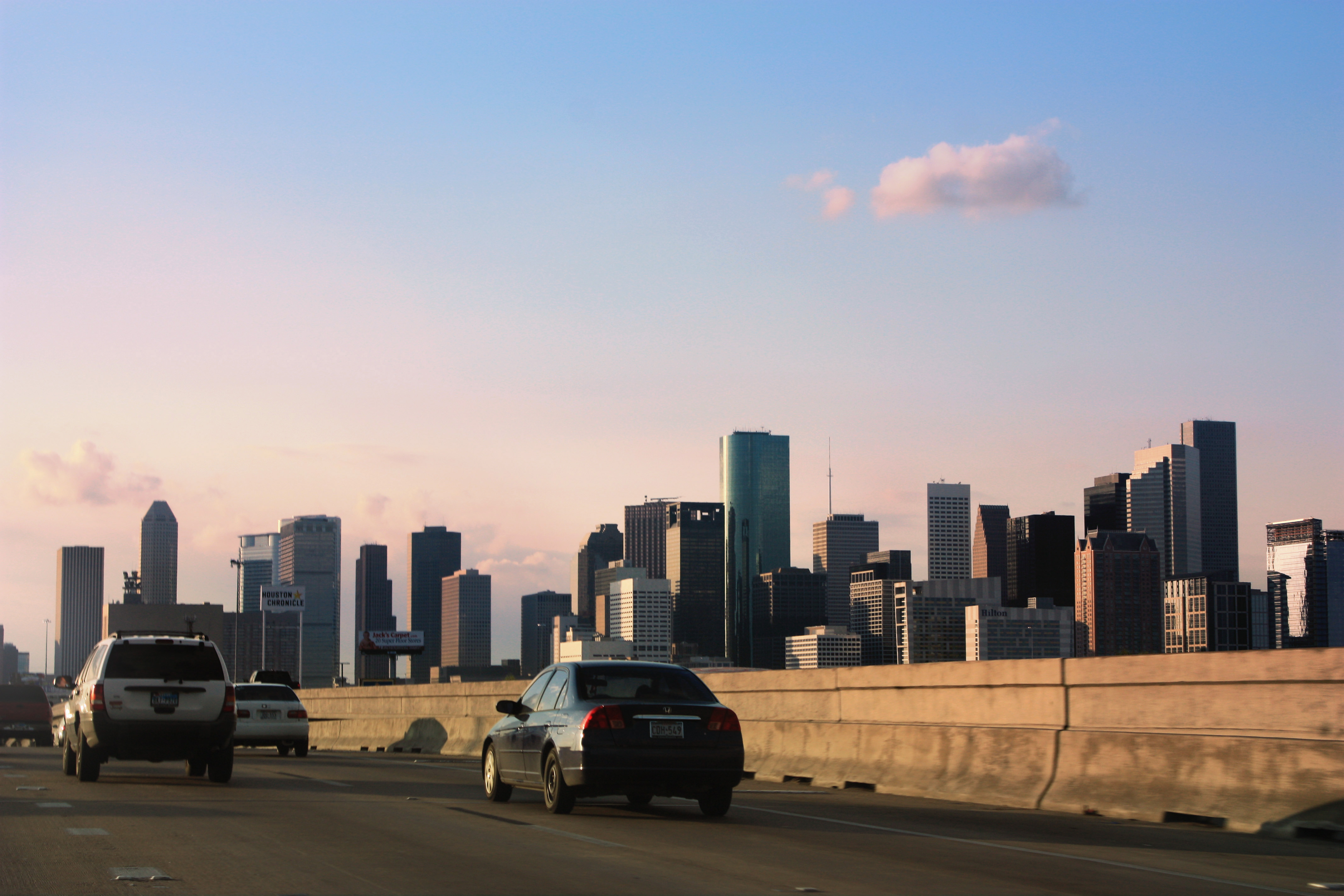
I-45から眺めたダウンタウンの高層ビル。

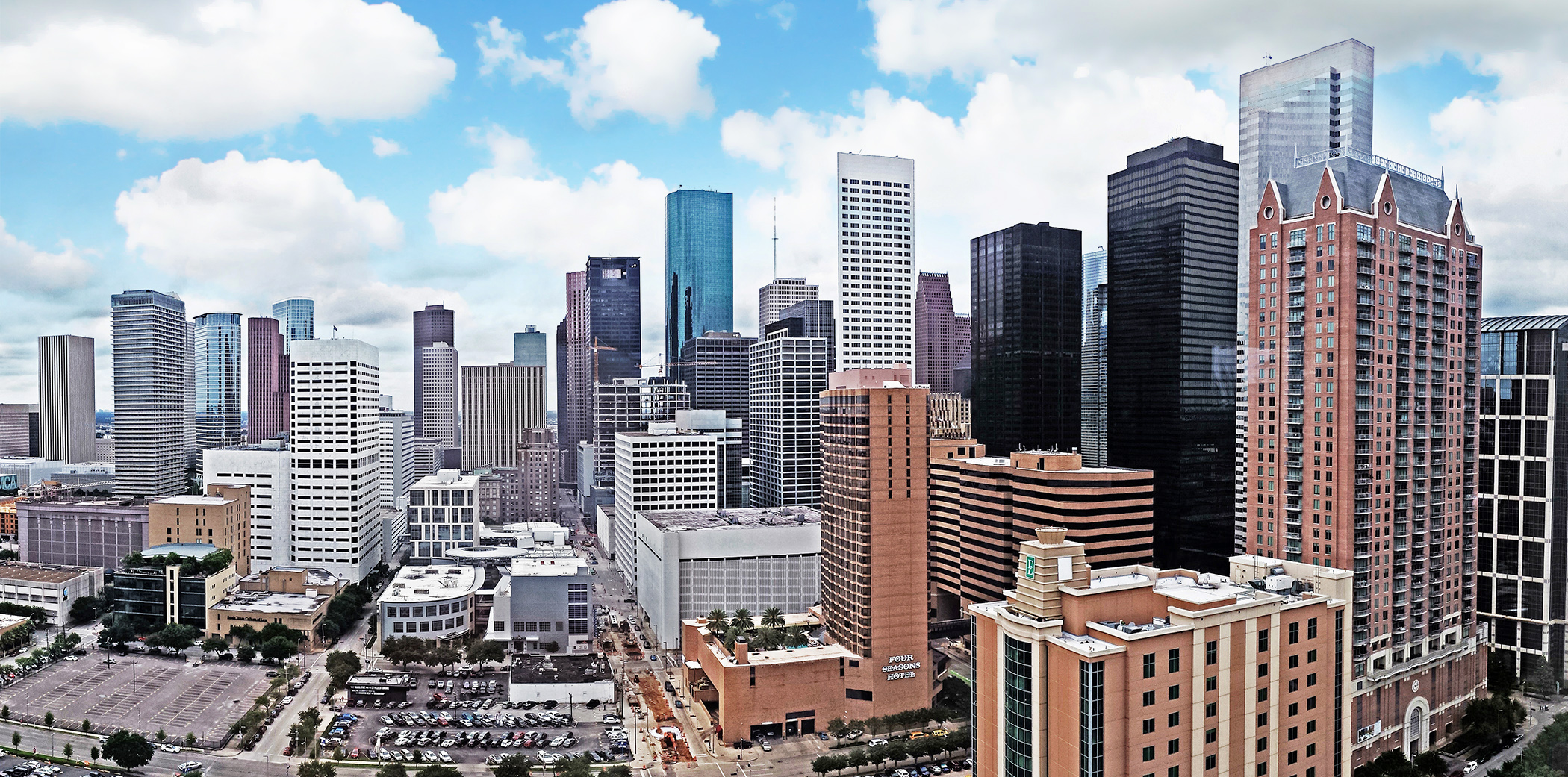
Hilton Americasから眺めたダウンタウン。

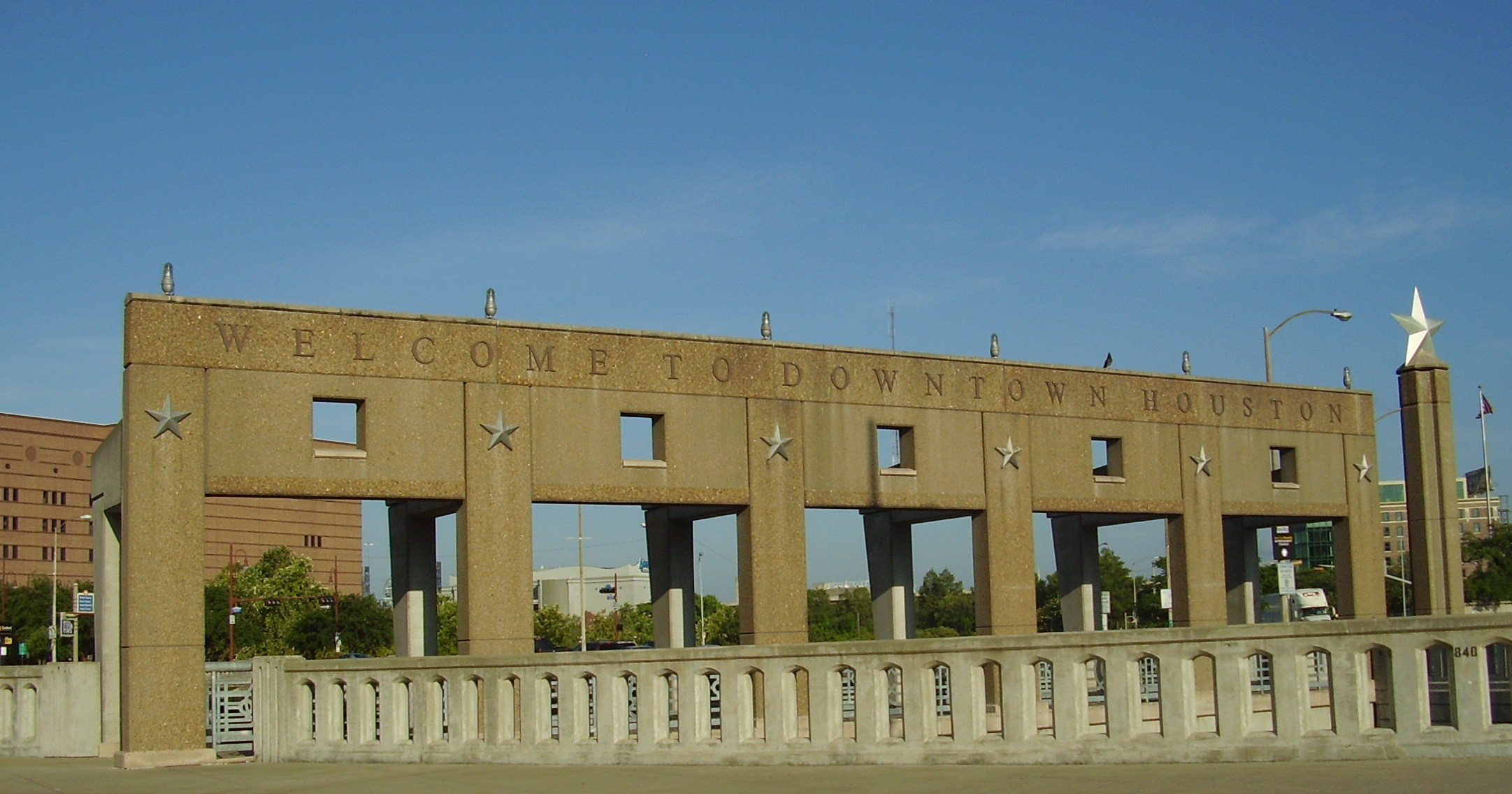
"Welcome to Downtown Houston" (ダウンタウン・ヒューストンへようこそ)

ダウンタウン・ヒューストン (Downtown Houston) は、アメリカ合衆国 テキサス州ヒューストン市最大の商業地区。アメリカ合衆国7位の大きさを誇り、高層ビルの密度はニューヨーク、シカゴに次ぎ3位となっている。ダウンタウン・ヒューストンには幾つもの著名な企業の本社がある。大規模な歩行者用トンネル・連絡通路がある。トンネル内には多数のレストランなどがある。
ヒューストンは都心集中化が目立っている。野球、バスケットボール、ホッケーのチームの事務所はダウンタウンに移転してきた。2004年1月1日にバー・クラブなどが多数ある新メインストリートがオープンし、多数の人を呼び寄せた。

## 建築

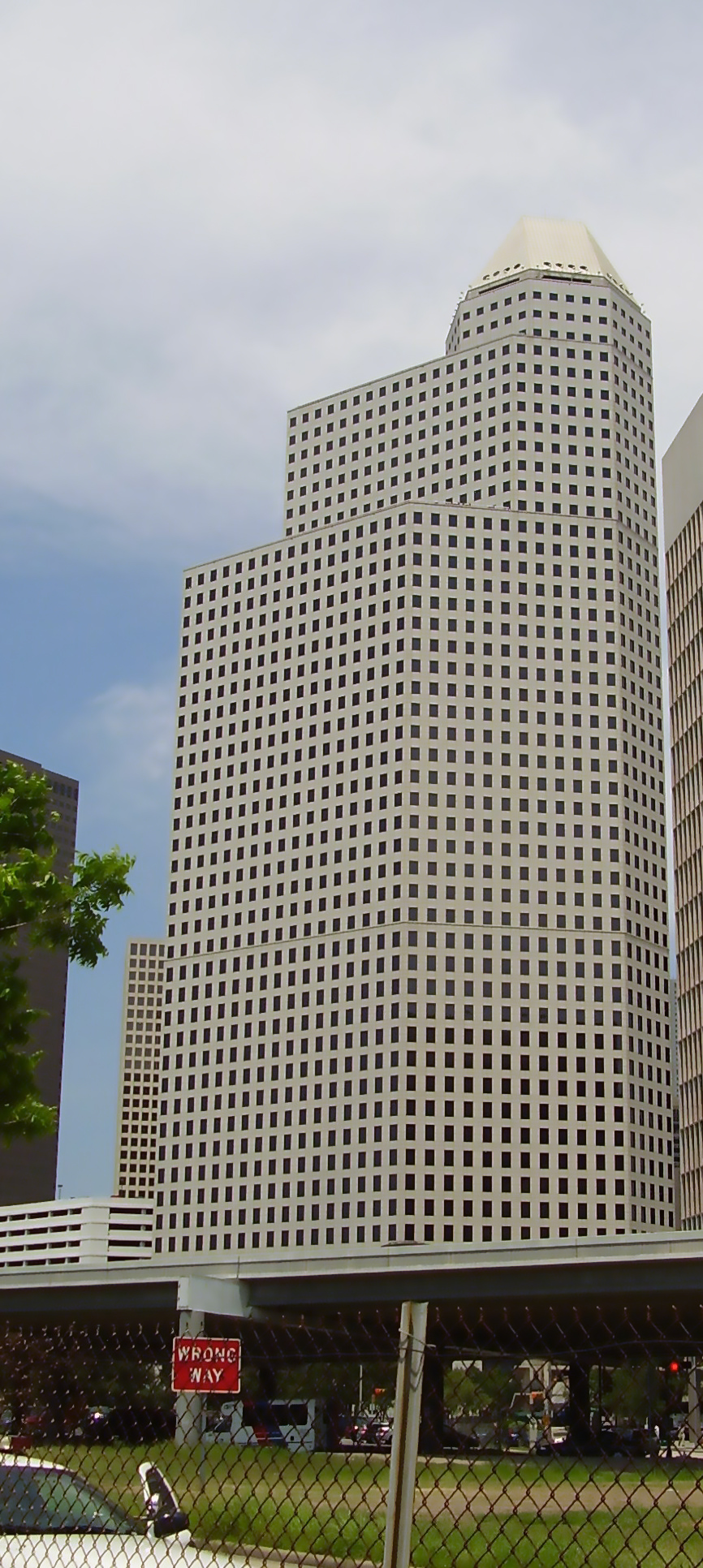
Continental Center I - コンチネンタル航空の旧本社

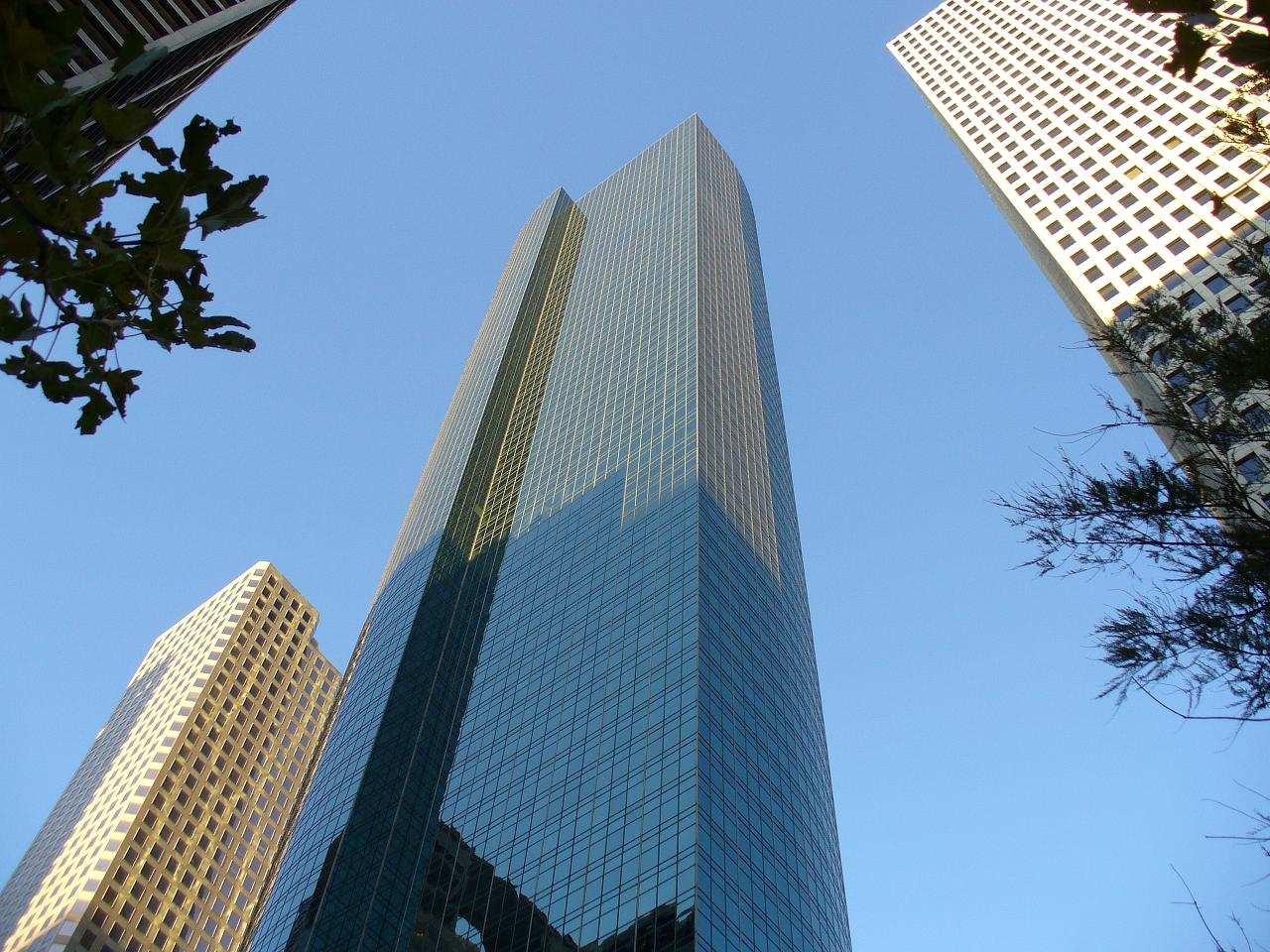
ウェルズ・ファーゴ・プラザ

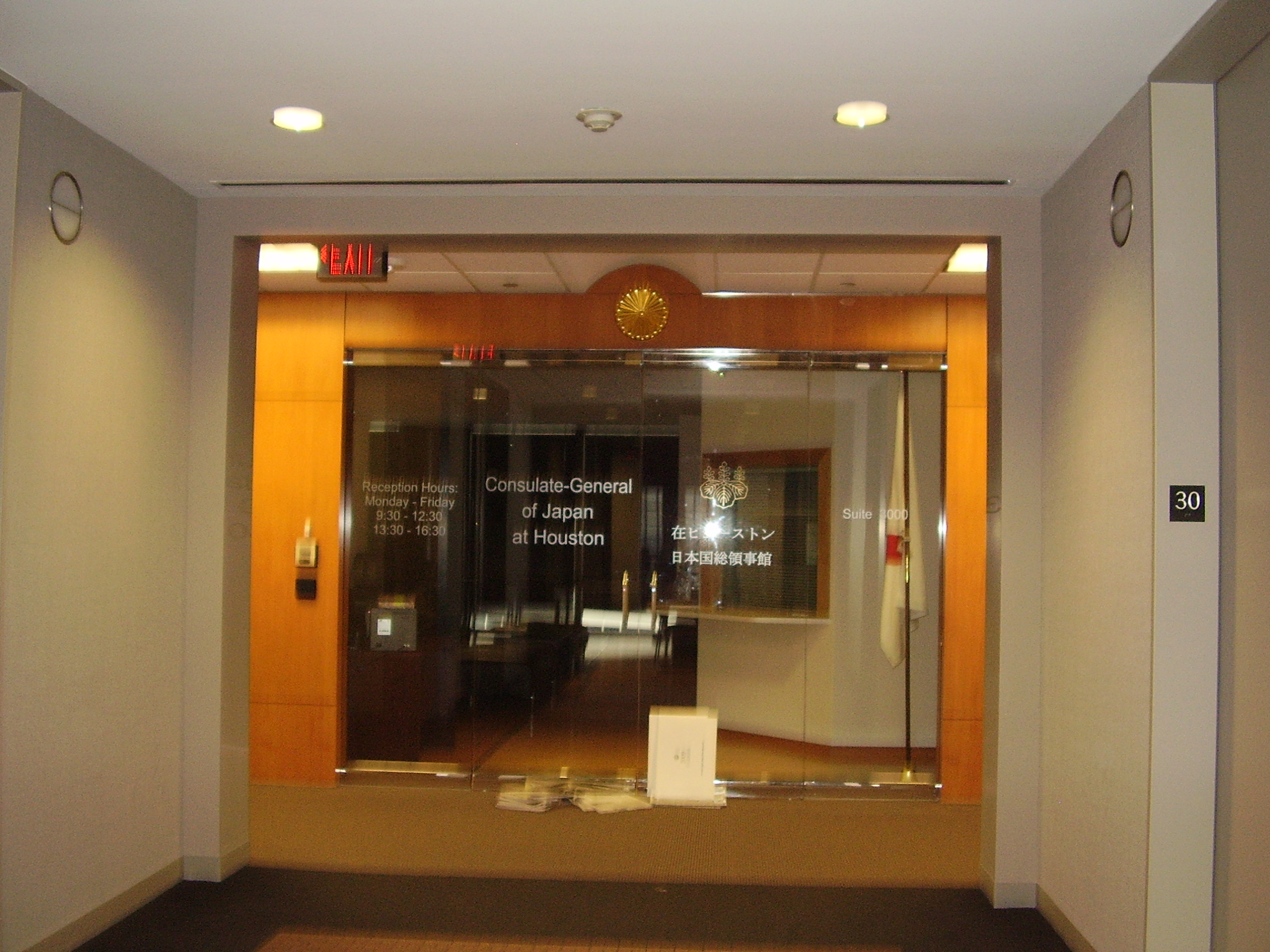
在ヒューストン日本国総領事館

1960年代のダウンタウン・ヒューストンには、中規模のオフィスビルが複数あるのみだったが、後にアメリカ有数の摩天楼へと成長した。1960年、ダウンタウンには1,000万平方フィート(100万m2)のオフィススペースがあったが、1970年には1,600万平方フィート(150万m2)に増加した。1970年代から1980年代半ばにかけて現在ある高層ビルのほとんどが建設された。 1980年代半ばまでの高層ビル建築ブームは、石油経済の低迷により終焉を遂げた。2001年12月現在、この地区には4,000万平方フィート(400万m2)のオフィススペースがある。
この地区の代表的な高層ビルには、JPモルガン・チェース・タワー, ヒューストンセンター, ウェルズ・ファーゴ・プラザ, Heritage Plazaなどがある。

## その他
この地区にあるダウンタウン・シアター地区はニューヨークに次いで劇場席の数が多い。
他の都市と比べると、ダウンタウン・ヒューストンには比較的少数のホテルしかない。 これはこの地区が観光名所でない事が理由である。